# Santa Monica
Santa Monica este un oraș situat pe coasta Pacificului în comitatul Los Angeles, statul federal California, SUA. Localitatea se află pe malul Golfului Santa Monica, la sud de Los Angeles.

## Personalități născute aici
- Mara Corday (n. 1930), actriță;
- Anita Kanter⁠(d) (n. 1933), jucătoare de tenis;
- Robert Redford (n. 1936), actor
- David Ossman⁠(d) (n. 1936), actor, scenarist;
- Shirley Temple (n. 1928), actriță;
- Geraldine Chaplin (n. 1944), actriță;
- Pat Doyle⁠(d) (n. 1944), jucător de baseball;
- Bob Gunton (n. 1945), actor;
- Julie Heldman⁠(d) (n. 1945), jucătoare de tenis;
- Miguel Ferrer (1955 - 2017), actor
- Randy Rhoads (n. 1956), chitarist;
- Judy Blumberg⁠(d) (n. 1957), sportiv la patinaj artistic;
- Lorenzo Lamas (n. 1958), actor;
- Jack Black (n. 1969), actor;
- Perry Klein⁠(d) (n. 1971), jucător de fotbal american;
- Justin Gimelstob⁠(d) (n. 1977), jucător de tenis;
- Louise Lieberman⁠(d) (n. 1977), fotbalist;
- Christina Ricci (n. 1980), actriță;
- Zack Fleishman (n. 1980), jucător de tenis;
- Brian Horwitz (n. 1982), jucător de baseball;
- Chris Long (n. 1985), jucător de fotbal american;
- Stephen Miller (n. 1985), consultant politic;
- Cody Decker (n. 1987), jucător de baseball;
- Carly Chaikin (n. 1990), actriță;
- Jon Moscot (n. 1991), jucător de baseball;
- Ashley Grossman (n. 1993), jucător de polo pe apă;
- Max Fried (n. 1994), jucător de baseball.

## Galerie de imagini

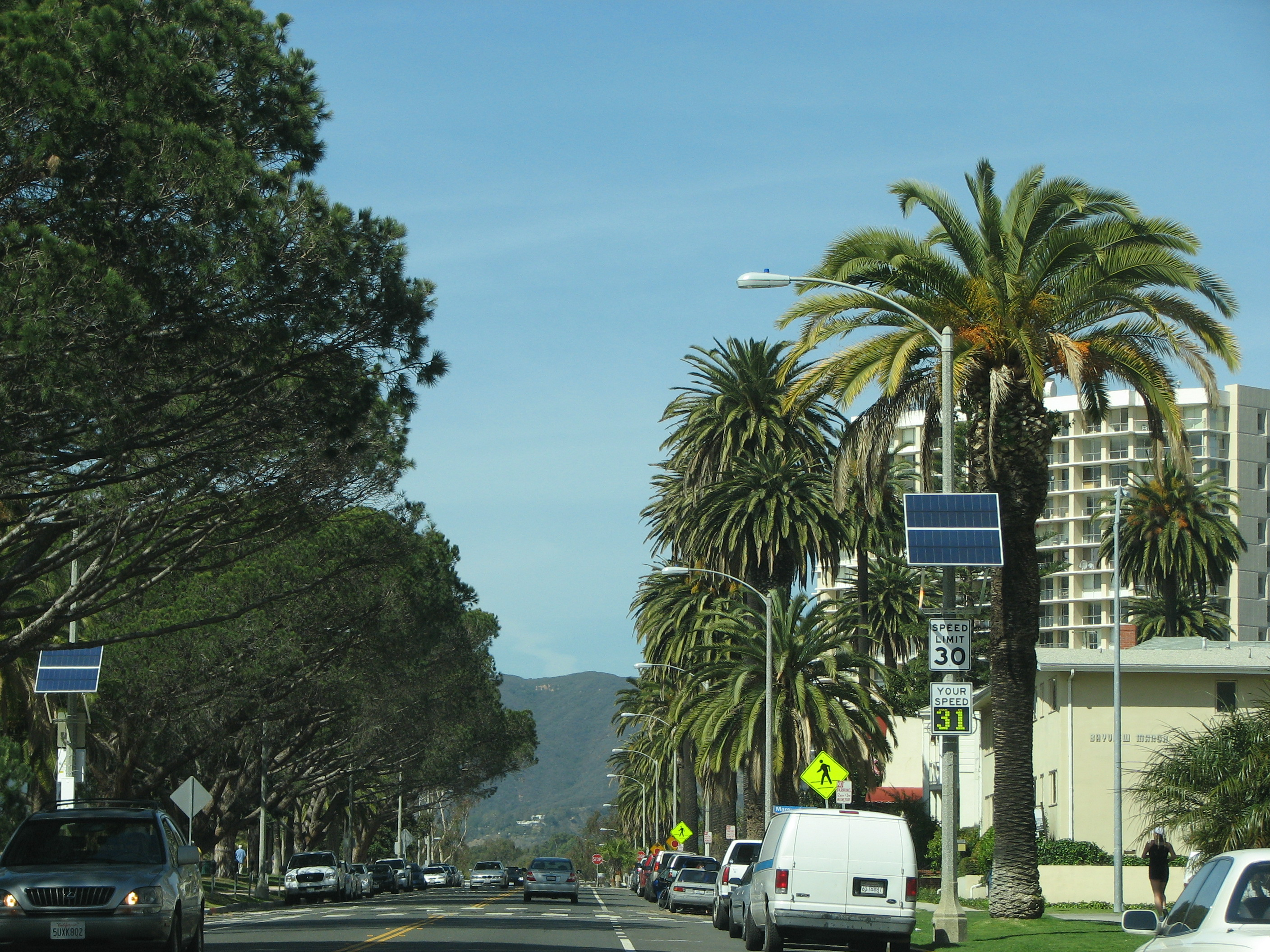
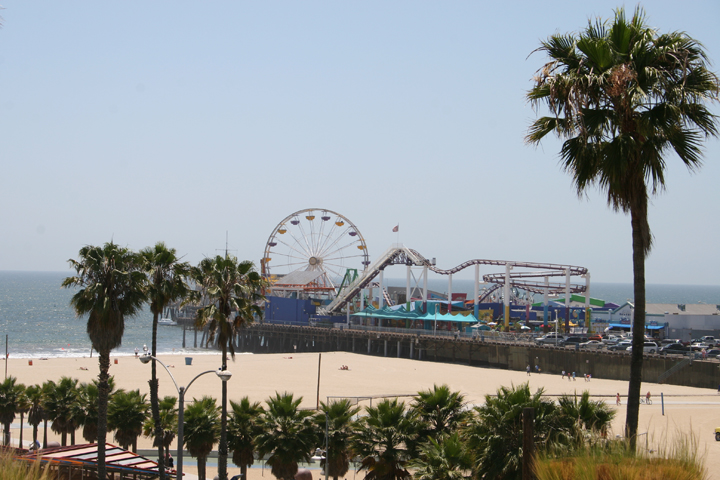